# Dukuhmaja (Luragung)
Dukuhmaja is een bestuurslaag in het regentschap Kuningan van de provincie West-Java, Indonesië. Dukuhmaja telt 3261 inwoners (volkstelling 2010).